# Амфітеатр (Дуррес)
Амфітеатр у Дурресі (алб. Amfiteatri i Durrësit) — римський амфітеатр, розташований у сучасному місті Дуррес в Албанії. Заснований на початку I, за іншими даними у II столітті, амфітеатр є однією з найбільших пам'яток античного періоду в Албанії та Балканському регіоні. Пам'ятка перебуває під охороною албанського Інституту пам'яток культури.

## Опис
Амфітеатр розташований у центрі Дурреса у 350 метрах від узбережжя Адріатичного моря. Він має форму еліпса довжиною 132,4, шириною 113,2 та висотою 20 м за параметрів арени 61,4 на 42,2 м. Західна частина пам'ятки спирається на схил пагорба, східна розміщена на рівнині. Амфітеатр міг розмістити на своїх трибунах 15-20 тисяч глядачів.
У стінах амфітеатру розміщено арки, у яких утримувалися тварини для участі у боях гладіаторів, в одній з таких арок було утворено каплицю, де збереглися старовинні християнські мозаїки. Трибуни амфітеатру були вкриті білою глиною.

## Історія
Амфітеатр у Дурресі було засновано у I або II столітті. До V століття його використовували за прямим призначенням: на ньому проходили гладіаторські бої. Причиною припинення функціонування амфітеатру лишаються не відомими, однак, за припущенням дослідників, це могло статися через землетрусів 345–346 років або наказ візантійського імператора Феодосія Великого про закриття усіх язичницьких центрів 391 року.
Приблизно з V століття амфітеатр став використовуватися для християнських потреб. У VI столітті в одній із галерей амфітеатру була побудована каплиця на честь першого єпископа та християнського мученика святого Астія.
Амфітеатр був віднайдений на початку XX століття: під час розкопок у 1990-х роках було відкопано третину споруди. У 1966 році почалися цілеспрямовані дослідження амфітеатру, уході яких було віднайдено решту об'єкту. 1996 року амфітеатр у Дурресі було внесено до попереднього списку об'єктів Світової спадщини ЮНЕСКО в Албанії.

## Проблеми
Амфітеатр перебуває під постійним впливом процесів вивітрювання та вимивання стічними водами, крім того, зазнає руйнації внаслідок будівництв на прилеглій території. У 2004 році Інститутом пам'яток культури та Університетом Парми було укладено угоду щодо реставрації та збереження споруди, відповідно до якого амфітеатр планується використовувати як арену для культурних заходів, а місцева влада зобов'язалася створити належну інфраструктуру довкола пам'ятки. Інститут пам'яток культури спільно з муніципалітетом Дурреса виділив на реконструкцію 40 000 леків.
2013 року Europa Nostra внесла амфітеатр до переліку семи європейських пам'яток культури, які перебувають під найбільшою загрозою зникнення.